# Institut des professeurs rouges
L'Institut des professeurs rouges (en russe : Институ́т кра́сной профессу́ры, ИКП) était un haut institut soviétique situé à Moscou et spécialisé dans les études sociales marxistes. 

## Histoire
Fondé en 1921, il fut dissout en 1938 en pleine terreur stalinienne. Il eut deux directeurs : Mikhaïl Pokrovski (1921-31) et Pavel Ioudine (en) (1932-38). 
Parmi ses anciens étudiants figurent le ministre des affaires étrangères Dmitri Chepilov, le vieux bolchévique Piotr Pospelov, le ministre des affaires intérieures Sergueï Krouglov, le maire de Moscou Vassili Pronine et l'historien tchétchène Abdourakhman Avtorkhanov (en). Parmi ses enseignants, l'on peut citer Leonid Timofeïev.